# 吉田和夫 (政治家)
吉田 和夫（よしだ かずお、1945年2月28日 - ）は、日本の政治家。元新潟県胎内市長（3期）。旭日小綬章受章。

## 来歴
新潟県中条町（現・胎内市）出身。中条町立中条小学校、中条町立中条中学校、新潟県立新発田農業高等学校を経て東京農業大学農業経済学部を卒業。
製紙会社に勤務後、中条町役場に転職。中条町町民課長、中条町教育長などを歴任した。
2005年（平成17年）9月1日、中条町と黒川村が合併し胎内市が発足。これに伴って同年10月2日に行われた市長選挙に自民党と公明党の推薦を受けて出馬。中条町長の丸岡隆二との一騎討ちを制し初当選した（吉田：12,186票、丸岡：9,364票）。
2009年（平成21年）、無投票で再選。2013年（平成25年）、無投票で3選。
2018年秋の叙勲で旭日小綬章を受章。